# لوسي بيرغر
لوسي بيرغر (بالفرنسية: Lucie Berger)‏ هي مُدرسة فرنسية، ولدت في 15 أبريل 1836 في ستراسبورغ في فرنسا، وتوفي بنفس المكان في 8 مارس 1906.